# Cantonul Saint-Jean-en-Royans
Cantonul Saint-Jean-en-Royans este un canton din arondismentul Valence, departamentul Drôme, regiunea Rhône-Alpes, Franța.

## Comune
- Bouvante
- Échevis
- La Motte-Fanjas
- Léoncel
- Oriol-en-Royans
- Rochechinard
- Sainte-Eulalie-en-Royans
- Saint-Jean-en-Royans (reședință)
- Saint-Laurent-en-Royans
- Saint-Martin-le-Colonel
- Saint-Nazaire-en-Royans
- Saint-Thomas-en-Royans